# 페르난도 벨루스치
페르난도 다니엘 벨루스치(영어: Fernando Daniel Belluschi, 1983년 9월 10일 ~)는 아르헨티나의 축구 선수로, 포지션은 미드필더이다.
벨루스치는 2002년, 아르헨티나의 뉴얼스 올드 보이스에서 프로 선수 생활을 시작하였다. 2004년 아페르투라에서 우승을 경험하고, 2006년 리버 플레이트로 이적하였다. 2006-07 전기 시즌 종료 후, 마르셀로 가야르도 (Marcelo Gallardo)의 파리 생제르맹 FC 이적으로, 그 후 2년간 리버 플레이트의 주장을 맡았다. 2008년, 740만 유로의 이적료로 슈퍼리그 그리스의 올림피아코스 FC로 이적하였고, 2009년 여름에 포르투갈 리가의 FC 포르투로 이적하였다.
2003년에는 아르헨티나 U-20 대표로 남아메리카 청소년 선수권 대회에 출전해 우승을 맛봤으며, 2005년부터 2017년까지 아르헨티나 대표팀에서 6경기 출장한 바 있다.